# Rivière des Aulnes (rivière Joncas)
La Rivière des Aulnes est un affluent de la rivière Joncas, coulant dans la municipalité de Eeyou Istchee Baie-James, en Jamésie, dans la région administrative du Nord-du-Québec, au Québec, au Canada.

## Géographie
Les bassins versants voisins de la rivière des Aulnes sont :
- côté nord : rivière Joncas, rivière Missisicabi Ouest ;
- côté est : rivière Joncas, rivière Rouget ;
- côté sud : rivière Samson, rivière Harricana ;
- côté ouest : rivière Harricana, rivière Despreux.

La rivière des Aulnes prend sa source d’un lac non identifié au nord-est de la confluence de la rivière Samson avec la rivière Harricana), à l’ouest de Matagami.
Le cours de la Rivière Des Aulnes coule sur environ 80 km selon les segments suivants :
- vers le nord-ouest en formant une courbe vers le Sud, puis remontant vers le Nord ;
- vers le nord, jusqu’à l’embouchure du lac Plamondon (altitude : 202 m) ;
- vers le nord, notamment en traversant le lac Jouaneaux (altitude : 201 m), le lac Kashukuwapechikamach et plusieurs zones de marais, jusqu’à son embouchure[2].

L'embouchure de la Rivière des Aulnes se déverse sur la rive gauche de la rivière Joncas ; de là, le courant continue généralement vers le nord-ouest jusqu’à la rive gauche de la rivière Harricana laquelle coule vers le nord-ouest jusqu’à la rive Sud de la Baie James.
L’embouchure de la rivière des Aulnes est situé au nord-est de la rivière Harricana,à l’est de la frontière de l’Ontario.

## Toponymie
Le toponyme rivière des Aulnes a été officialisé le 5 décembre 1968 à la Commission de toponymie du Québec, soit lors de la création de cette commission.